# Адам Заменхоф
Адам Заменхоф (на полски: Adam Zamenhof) (роден на 11 юни 1888 г., починал на 29 януари 1940 г. в Палмири) е син на Клара и Людвик Заменхоф, брат на Лидия и Зофия, баща на Луи-Кристоф Залески-Заменхоф.
Адам Заменхоф е бил главен лекар на очно отделение на еврейска болница във Варшава. Той е първото дете в семейството на създателя на есперанто Л. Л. Заменхоф. Очен лекар по образование, той работи в Еврейската болница във Варшава, от 16 септември 1939 г. е неин директор. След окупацията на Варшава от войските на нацистка Германия. Женен е за Ванда Залески-Заменхоф (по баща Френкел), техният син Луи-Кристоф е известен френски строителен инженер и есперантист. Адам пише много за специализацията си, сътрудничи на International Medical Journal.
На 1 октомври  1939 г. е арестуван от немци и изпратен в концентрационен лагер в Палмирия, където на 29 януари  1940 г. е разстрелян от нацистите.